# Afroheterozercon cautus
Afroheterozercon cautus is een mijtensoort uit de familie van de Heterozerconidae. De wetenschappelijke naam van de soort werd voor het eerst geldig gepubliceerd in 1924 door Berlese als Heterozercon cautus.